# Снягово (Добрицька область)
Сня́гово (болг. Снягово) — село в Добрицькій області Болгарії. Входить до складу общини Генерал-Тошево.

## Населення
За даними перепису населення 2011 року у селі проживали 185 осіб.
Національний склад населення села:
| Національність   | Кількість осіб | Відсоток |
| ---------------- | -------------- | -------- |
| турки            | 139            | 88,0%    |
| цигани           | 11             | 7,0%     |
| болгари          | 8              | 5,1%     |
| інша             | 0              | 0%       |
| не визначились   | 0              | 0%       |
| Всього відповіли | 158            |          |

Розподіл населення за віком у 2011 році:
Динаміка населення: